# Rudolf von Brudermann

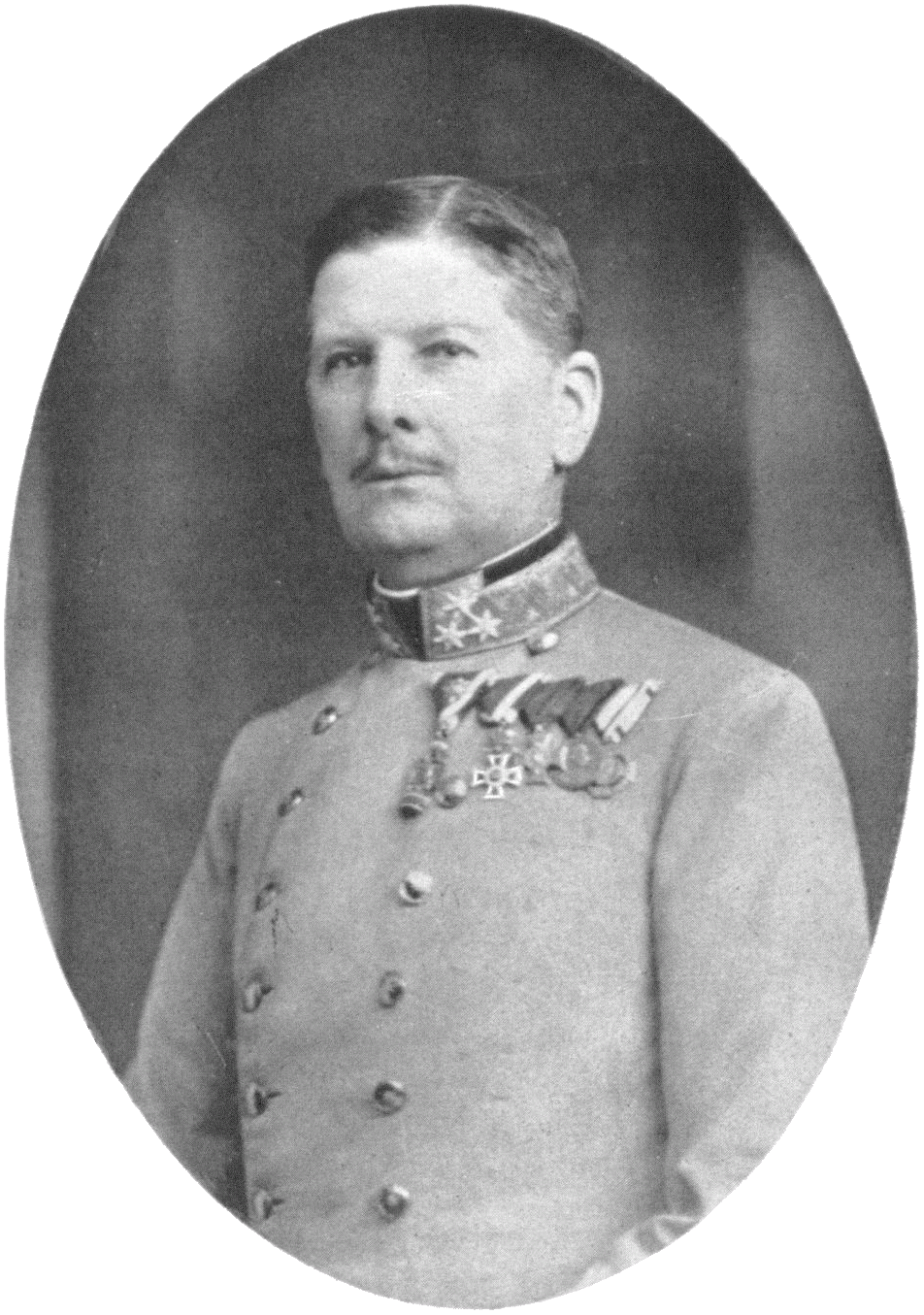
Rudolf Nikolaus Ritter von Brudermann

Rudolf Nikolaus Ritter von Brudermann (* 9. Januar 1851 in Gyöngyös, Ungarn; † 15. Januar 1941 in Kaltenleutgeben, Niederösterreich) war ein österreichisch-ungarischer General der Kavallerie.

## Leben
Er war ein Sohn von Generalmajor Rudolf Johann von Brudermann (1810–1889) und seiner Ehefrau Gisela von Barbaczy (1815–1855). Seine Brüder Anton und Adolf wurden ebenfalls für die militärische Laufbahn bestimmt. Er heiratete am 2. Juli 1878 Marie Albine, geborene Jürgens, die Ehe blieb kinderlos.

### Frühe Militärische Karriere
Rudolf begann seine Ausbildung an der Kadettenanstalt in Hainburg und besuchte von 1865 bis 1869 die Theresianische Militärakademie in Wiener Neustadt. Am 1. September 1869 wurde er im k.u.k. Ulanenregiment „Alexander II. Kaiser von Rußland“ Nr. 11 zum Leutnant ausgemustert. Am 1. Mai 1874 wurde er zum Oberleutnant befördert, nach dem Besuch der Kriegsschule in Wien trat er 1874 in den Generalstab ein. Am 1. November 1877 folgte  der Wechsel ins k.u.k. Ulanenregiment „Fürst zu Schwarzenberg“ Nr. 2, wo er zum Rittmeister befördert wurde.
Am 1. April 1878 verließ er das Heer und am  1. Januar 1879 meldete er sich in den aktiven Dienst zurück und wurde dem k.u.k. Ulanenregiment „Ritter von Brudermann“ Nr. 1 zugeordnet. Von 1880 bis 1884 fungierte er als Lehrer in der Kavallerie-Kadettenschule in Mährisch Weißkirchen und wurde dann dem k.u.k. Dragonerregiment „Fürst zu Windisch-Graetz“ Nr. 14 zugeteilt. Er wurde am 1. November 1885 zum Major, am 1. November 1888 zum Oberstleutnant und 1891 zum Oberst befördert. Er erhielt im März 1895 den Orden der Eisernen Krone 3. Klasse. Im März 1897 folgte die  Übernahme der 15. Kavallerie-Brigade in Tarnopol und am 18. Mai 1897 folgte die Beförderung zum Generalmajor. Vom März 1900 bis Ende März 1904 führte er das Kommando über die 7. Kavallerie-Truppendivision in Krakau. Am 1. Mai 1901 wurde er zum Feldmarschallleutnant befördert und im April 1904  mit dem Großkreuz des Leopoldsordens geehrt. Im Juli 1906 übernahm er als Nachfolger des zurückgetretenen Erzherzog Otto die Position des k.u.k. General – Kavallerie-Inspektors und stieg am 26. April 1907 zum General der Kavallerie auf. Im Februar 1907 wurde er zum Oberstinhaber des Ulanen Regimentes Nr. 1 ernannt und im August 1908  mit dem Orden der Eisernen Krone 1. Klasse ausgezeichnet. Er lehnte alle neuen Waffen wie Maschinengewehre ab und verhinderte notwendige Neuerungen bei der Kavallerie.

### Im Weltkrieg
Am Vorabend des Ersten Weltkriegs war er noch immer General-Kavallerie-Inspektor. Nach der Mobilisation kommandierte er im August 1914 die 3. Armee in Ostgalizien. Die schweren Niederlagen seiner Truppen bei Zloczow und an der Gnila Lipa bereiteten den k.u.k. Truppen in der Schlacht in Galizien enorme Verluste. Nach dem Verlust von Lemberg wurde er am 4. September von seinem Posten abberufen. Rudolf von Brudermann verließ auf eigenen Wunsch das Heer am 23. November 1914 und wurde am 24. März 1915 offiziell in den Ruhestand verabschiedet. Seine Pension verbrachte er in Wien. Zusammen mit seiner Ehegattin wurde er auf dem Wiener Zentralfriedhof bestattet.